# Savage River
Savage River è una piccola cittadina dell'Australia, collocata sulla costa ovest della Tasmania. La zona dove sorge la città fu scoperta nel 1877 da Charles Sprent, in cerca di depositi di ferro. La città fu fondata solo nel 1965 quando la Industrial and Mining Investigations Pty Ltd riuscì a trovare dei finanziatori. La città è collocata a 113 km a sud-ovest di Burnie, 269 km a nord di Launceston e 152 km a nord-ovest di Queenstown.